# Фролов, Евгений Константинович
Евге́ний Константи́нович Фроло́в (род. 5 февраля 1988, Красноярск-26, Красноярский край) — российский футболист, вратарь клуба «Крылья Советов».

## Биография
Воспитанник мордовского футбола. Начал заниматься в детско-юношеской школе «Мордовия». Первым тренером был Юрий Иванович Уткин. В 17-летнем возрасте подписал первый профессиональный контракт с клубом «Мордовия», выступавшим в зоне «Центр» Второго дивизиона. 17 октября 2005 года дебютировал за основной состав клуба в матче 33-го тура с «Искрой» (Энгельс). В самом конце встречи при счёте 3:0 появился на поле вместо Михаила Володина. В следующем сезоне «Мордовия» вышла в 1/16 финала Кубка России, где встречалась с ЦСКА. В первом матче, проходившем в Москве, ворота гостей защищал Фролов, пропустивший в каждом из таймов по два мяча. В первенстве «Мордовия» завоевала второе место, уступив «Спартаку-МЖК», однако сумела получить путёвку в Первый дивизион, заняв место «Волгаря-Газпрома», снявшегося из-за финансовых проблем. В первом дивизионе Фролов сыграл всего семь матчей, в которых пропустил 23 мяча.
В начале 2010 года перешёл на правах аренды в «Знамя Труда» (Орехово-Зуево). В дебютном матче пропустил два мяча от подольского «Авангарда» (1:2). 5 августа перешёл в московское «Торпедо», подписав контракт до конца года. Стал победителем первенства России во Втором дивизионе. По итогам сезона болельщики «Торпедо» признали Фролова лучшим игроком 2010 года.
Подготовку к началу нового сезона Фролов начал в родной «Мордовии», где стал основным вратарём команды. За первые полгода провёл 18 игр в первенстве ФНЛ, в которых пропустил 20 мячей, а также два матча в Кубке России. В конце августа 2011 года Фролову поступило предложение от московского «Динамо», искавшего замену ушедшему в «Анжи» Владимиру Габулову. 31 августа с ним был подписан контракт на три года.
26 ноября 2011 года состоялся дебют Фролова в премьер-лиге в матче с казанским «Рубином», когда он на 66-й минуте вышел на поле вместо получившего повреждение Антона Шунина.
В мае 2012 года получил вызов во вторую сборную России.
23 сентября 2015 дебютировал в основном составе «Кубани» в кубковом матче против ярославского «Шинника».
Зимой 2017 на правах свободного агента перешёл в калининградскую «Балтику». Летом того же года присоединился к клубу «Оренбург».
Перед сезоном 2019/20 перешёл в клуб-новичок РПЛ «Сочи», подписав двухлетний контракт. Дебютировал 25 сентября в гостевом матче 1/16 финала Кубка России 2019/20 против «Шинника» (0:0, 4:5, пен.).
Перед началом второй части сезона 2019/20 перешёл в самарские «Крылья Советов». 28 февраля дебютировал в матче против «Оренбурга».

## Достижения
- Победитель зоны «Центр» Второго дивизиона: 2010
- Победитель ФНЛ: 2020/21
- Финалист Кубка России (2): 2011/12, 2020/21

## Гражданская позиция
В 2020 году после введения в России режима самоизоляции во время распространения коронавирусной инфекции COVID-19 Евгений Фролов публично выступил с критикой мер поддержки россиян во время пандемии COVID-19. Высказывания голкипера вызвали широкий общественный резонанс, так как он негативно высказывался по отношению к действующей власти. Болельщики поддержали голкипера «Крыльев Советов» после его высказываний о правительстве России. 12 мая блогер Евгений Савин сообщил, что «Крылья Советов» оштрафовали игрока на 1,4 млн рублей за критику правительства.